# Пуца ми у глави
Пуца ми у глави је девети албум Жељка Бебека. Албум садржи 10 песама од којих су хитови Ја никад не пијем за старе љубави, Дала ми је да љубим мало, Лагано умирем у твоме сјећању (коју оригинално изводи ИТД бенд) и насловна нумера.
Изашао је 1995. године у издању Croatia Records.

## Албум
Скоро све песме на албуму је написао Мирослав Дрљача Рус из ИТД бенда. Албум је сниман у Загребу у јесен 1995. На снимању су учествовали Јадранка Криштоф, Кристина Кресник и други.
Праћен је спотом за песму Дала ми је да љубим мало.

## Списак песама
| №   | Назив                             | Трајање |  |
| 1.  | Ја никад не пијем за старе љубави | 3:32    |  |
| 2.  | Ноћас мирише све на твоја рамена  | 4:18    |  |
| 3.  | Тко је мене проклео               | 3:48    |  |
| 4.  | Дала ми је да је љубим мало       | 4:03    |  |
| 5.  | Лагано умирем у твоме сјећању     | 4:09    |  |
| 6.  | Не иди сад                        | 4:40    |  |
| 7.  | Ти си ми промијенила крв          | 2:58    |  |
| 8.  | Пуца ми у глави                   | 2:41    |  |
| 9.  | Потукла си ме до ногу             | 3:10    |  |
| 10. | На задњем сједишту мога аута      | 3:41    |  |